# Seleukos III
Seleukos III Keraunos, även känd som Soter (ca 243–223 f.Kr.) var den äldste sonen till Seleukos II och Laodike II, och var kung i Seleukidriket mellan 225–223 f.Kr..
Ursprungligen hette han Alexander, men efter faderns död tog han namnet Seleukos. Som kung samlade han en här i ett fälttåg mot Attalos I:s områden i Mindre Asien tillsammans med sin kusin Achaios. När kriget började gå sämre blev han mördad vid knappt 20 års ålder av sin egen officer Nicanor tillsammans med en galler vid namn Aparturius. Han efterträddes av sin yngre bror Antiochos III den store.